# Тамарак (Минесота)
Тамарак (енгл. Tamarack) град је у америчкој савезној држави Минесота.

## Демографија
По попису из 2010. године број становника је 94, што је 35 (59,3%) становника више него 2000. године.
| Група             | 2000.      | 2010.      |
| Белци             | 55 (93,2%) | 92 (97,9%) |
| Афроамериканци    | 1 (1,7%)   | 0 (0,0%)   |
| Азијати           | 0 (0,0%)   | 0 (0,0%)   |
| Хиспаноамериканци | 0 (0,0%)   | 0 (0,0%)   |
| Укупно            | 59         | 94         |